# Frédéric-Louis Allamand
Frédéric-Louis Allamand (Payerne, Cantão de Vaud, 5 de fevereiro de 1736 – 1803) foi um botânico suíço.
O gênero botânico allamanda foi nomeado em sua homenagem.